# دینشپور
دینشپور (به انگلیسی: Dineshpur) یک منطقهٔ مسکونی در هند است که در بخش ادهم سینگ‌نگر واقع شده‌است. دینشپور ۸٬۸۵۶ نفر جمعیت دارد.